# Ennio Vivaldi
Ennio Augusto Vivaldi Véjar (Concepción, 2 de enero de 1950) es un médico cirujano chileno, especializado en medicina del sueño. Entre 2014 y 2022 ejerció como rector de la Universidad de Chile.
Titulado en 1974, ha sido académico en varias facultades de la Universidad de Chile. Como investigador, se ha dedicado a temas relacionados con la fisiología del sueño, la ingeniería biomédica y la cronobiología.
Entre 2006 y 2009, fue miembro del recién creado Senado Universitario, uno de los órganos colegiados superiores de la Universidad de Chile, siendo nombrado como su primer vicepresidente. Fue vicedecano de la Facultad de Medicina entre 2006 y 2014.
En 2014 fue elegido rector de la Universidad de Chile, siendo reelecto en 2018 por un segundo período, vigente hasta el año 2022. Desde 2016 ejerció, además, como presidente del Consorcio de Universidades del Estado de Chile (CUECH).
Actualmente se desempeña como Embajador de Chile en Italia, desde el 17 de enero de 2023.

## Biografía

### Familia y estudios universitarios
Nació en 1950 en la ciudad de Concepción. Es hijo de María Véjar y Ennio Vivaldi Cichero, médico cirujano y profesor de medicina de la Universidad de Concepción.
Tras egresar del Liceo Enrique Molina Garmendia y obtener puntaje nacional de Matemáticas en la Prueba de Aptitud Académica, ingresó en 1967 a la Universidad de Chile a estudiar medicina. Durante su paso como estudiante de pregrado, Vivaldi participó activamente en temas políticos. Alentado por su compañero Carlos Lorca, ingresó a la Juventud Socialista de Chile (JS) en 1970 y participó del Comité Ejecutivo del Consejo Normativo Superior en 1971 como representante estudiantil. Durante este período, Vivaldi conoció a Michelle Bachelet, estudiante de medicina y futura presidenta de Chile, con quien mantuvo una breve relación sentimental. En la misma época, Bachelet entró a militar a la JS junto a Vivaldi, lo que fue el comienzo de su carrera política.
Tras el golpe de Estado y la prohibición sobre las actividades políticas, Vivaldi se dedicó a sus estudios, titulándose en 1974 como médico cirujano e ingresando como investigador del Instituto de Nutrición y Tecnología de los Alimentos.

### Investigación
Vivaldi comenzó a especializarse en temas de fisiología del sueño e ingeniería biomédica, y en 1977 inicia estudios en la Escuela Médica de Harvard y en el Instituto Tecnológico de Massachusetts (MIT), ambos en los Estados Unidos.
Se transformó en referente mundial en la aplicación de sistemas computarizados de etapificación de sueño, y ha publicado diversos estudios sobre regulación de sueño y cronobiología en revistas como Journal of Sleep Research, Journal of Neurophysiology, Brain Research and Anesthesiology, entre otras.
Dentro de la Universidad de Chile, investigó como parte de su Instituto de Ciencias Biomédicas.

### Participación como académico
Aunque participó en diversas actividades académicas y docentes en diversas unidades de la Universidad de Chile, su rol principal ha sido como académico de la Facultad de Medicina de su alma mater.
Fue uno de los líderes de la Asociación Universitaria y Cultural Andrés Bello y miembro de la Asociación de Académicos de la Universidad de Chile, espacios formados como resistencia a la intervención ejercida sobre las instituciones universitarias durante la dictadura militar. Dichos organismos fueron claves en el paro universitario que sacó al rector designado José Luis Federici en 1987. Vivaldi fue uno de los firmantes de una publicación en la revista Nature respecto a la opresión vivida por los académicos en Chile.
Tras el fin de la dictadura, Vivaldi participó en diversos organismos universitarios. En 2006, fue invitado por la presidenta Michelle Bachelet a formar parte del Consejo Asesor Presidencial de la Educación, formada tras la llamada Revolución pingüina. Ese mismo año asumió como vicedecano de la Facultad de Medicina, cargo en el que se mantuvo hasta 2014, y fue elegido para formar parte del primer Senado Universitario por el periodo 2006-2009. En dicho órgano colegiado, fue elegido por sus pares como vicepresidente de dicho organismo (el cargo más alto tras el rector, quien ejerce la presidencia ex officio).

### Rector

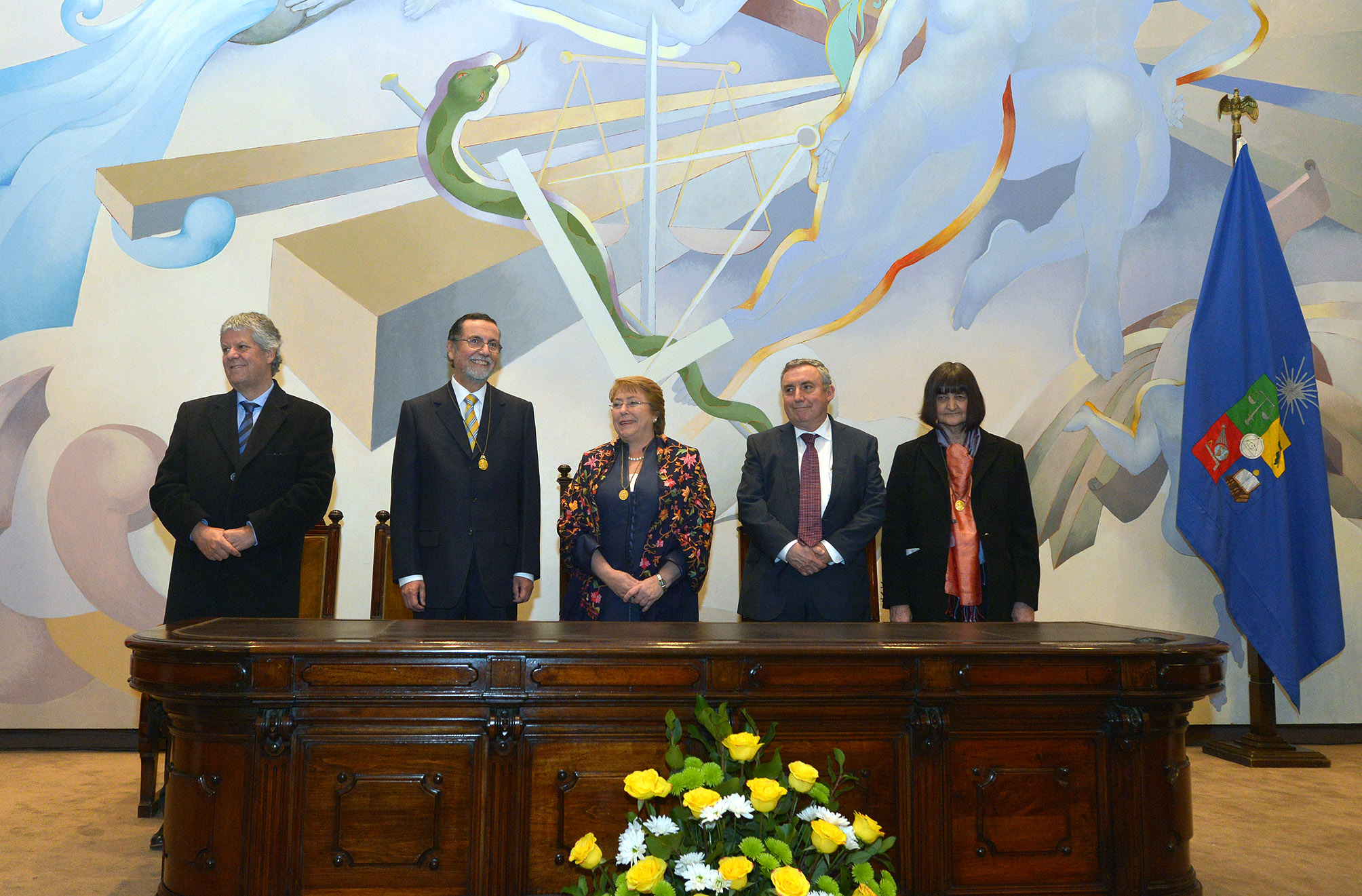
Ceremonia de cambio de mando en 2014, donde Vivaldi asumió como rector.

En 2014 se postuló como candidato a rector de la Universidad de Chile, pasando a segunda vuelta junto al profesor Raúl Morales, en donde resultó elegido con el 57,99% de los votos ponderados. Asumió como el 31.º rector de la universidad, sucediendo a Víctor Pérez Vera, el 16 de junio de 2014.
Como rector de la principal universidad estatal chilena, fue un activo participante en las discusiones relativas a la reforma educacional promovida por el segundo gobierno de Michelle Bachelet, exigiendo una recuperación del rol del Estado en la educación superior. Fue elegido por sus pares como presidente del Consorcio de Universidades del Estado de Chile (CUECH) en 2016, siendo reelecto por dos años más en 2018.
El 10 de mayo de 2018 fue elegido por un segundo periodo como rector, superando al profesor Patricio Aceituno con un 63,5% de los votos ponderados.
Durante su período como rector creó la Vicerrectoría de Tecnologías de la Información, la Facultad de la Comunicación y la Imagen y la Facultad de Gobierno.
En 2020 fue invitado por el Ministerio de Salud (Minsal), para integrar la Mesa Social COVID-19, creada para enfrentar dicha pandemia en el país.

## Condecoraciones

### Condecoraciones internacionales
- Oficial de la Legión de Honor ( Francia, 20 de diciembre de 2019)[cita requerida]

## Publicaciones
- Roncagliolo, M.; Vivaldi, E. (1991-11). «Time course of rat sleep variables assessed by a microcomputer-generated data base». Brain Research Bulletin 27 (5): 573-580. ISSN 0361-9230. doi:10.1016/0361-9230(91)90029-j.
- Vivaldi, E.; Ocampo, A.; Wyneken, U.; Roncagliolo, M.; Zapata, A. M. (1994-10). «Short-term homeostasis of active sleep and the architecture of sleep in the rat». Journal of Neurophysiology 72 (4): 1745-1755. ISSN 0022-3077. doi:10.1152/jn.1994.72.4.1745.
- Ocampo-Garcés, A.; Molina, E.; Rodríguez, A.; Vivaldi, E. (2000-11). «Homeostasis of REM Sleep After Total and Selective Sleep Deprivation in the Rat». Journal of Neurophysiology 84 (5): 2699-2702. doi:10.1152/jn.2000.84.5.2699.
- Ocampo-Garcés, A.; Vivaldi, E. (2002-03). «Short-term homeostasis of REM sleep assessed in an intermittent REM sleep deprivation protocol in the rat». Journal of Sleep Research (en inglés) 11 (1): 81-89. ISSN 0962-1105. doi:10.1046/j.1365-2869.2002.00281.x.
- Vivaldi, E.; Ocampo-Garcés, A.; Villegas, R. (2005-08). «Short-Term Homeostasis of REM Sleep Throughout a 12:12 Light:Dark Schedule in the Rat». Sleep (en inglés) 28 (8): 931-943. ISSN 1550-9109. doi:10.1093/sleep/28.8.931.